# Olli Caldwell
Oliver "Olli" Caldwell (2002. június 11. – ) brit autóversenyző, az Alpine akadémia tagja.

## Pályafutása

### A kezdetek
Oliver "Olli" Caldwell Winchester városában született, Angliában és 11 évesen kezdett el gokartozni. 2016-ban második helyezést ért el a Rotax Euro-bajnokságban.
2016-ban csatlakozott a Ginetta Junior-bajnoksághoz, ahol a legendás brit versenyautókonstruktőr, a Ginetta autóival versenyeznek az indulók. 19. helyet ért el.

### Formula–4
2017-ben debütált a német irányítású ADAC Formula–4-ben az  ADAC Berlin-Brandenburg e.V. csapatával. Nem végzett pontot érő helyen, de vendégpilótaként szerepelt, így nem is szerezhette volna meg a pontjait. A legjobb helyezése 17. volt a Nürburgringen rendezett futamon. 2018-ban átigazolt a Prema csapatához, akikkel 7. helyen végzett a szezon végén 125 ponttal. Négyszer állt dobogóra, egyszer a dobogó tetejére is felállhatott, az Oschersleben-i futamot nyerte meg.

#### Brit Formula–4-bajnokság
2017-ben hazatért és itt indult a brit Formula–4-es bajnokságában, az Arden csapat pilótájaként a szezon második felében. 14. helyen fejezte be a szezont 39 pontot szerezve. A legjobb eredményét háromszor is elérte, a 7. helyet.

#### Olasz Formula–4-bajnokság
A Mücke Motorsport versenyzőjeként még 2017-ben megejtette a debütálását az olasz Formula–4-es szériában is. Tizenöt versenyen vett részt, melyeken tíz pontot szerezve végül 11. helyen végzett a bajnokságban. 2018-ban váltott az olasz Prema csapatra, ahol tizenegy dobogót és négy győzelmet szerzett. Enzo Fittipaldin kívül ő volt az egyetlen pilóta, aki egy hétvégén mindhárom futamot meg tudta nyerni, mégpedig Vallelunga-i pályán. Az idényt 3. helyen fejezte be, ami karrierje addigi legjobb szereplése volt.

#### Arab Formula–4-bajnokság
A 2017–18-as, télen megrendezett Egyesült Arab Emírségekbeli F4-es szezonban a Silberpfeil Energy Dubai csapatával állt rajthoz, de csak az első két versenyhétvégén, ahol három győzelmet és négy dobogós helyet ért el, 123 pontjával a szezon végén 7. helyen végzett.

### Formula Regionális Európa-bajnokság
A Prema csapatával versenyzett a vadonatúj, legelső kiírását kezdő 2019-es Formula Regionális Európa-bajnokságban, ahol az 5. helyen végzett, egy győzelmet szerzve az imolai hétvégén, illetve emellett további öt dobogót. Mindkét csapattársa, Frederik Vesti (1.) és Enzo Fittipaldi (2.) is előtte végzett a bajnokságban.

### Formula–3
2019-ben mutatkozhatott be a Formula–3-as géposztályban az olasz Trident színeiben, a legendás makaói nagydíjon, ahol nem ért célba.
A Trident 2020 januárjában ismertette, hogy Caldwell a 2020-as kiírásban a csapat versenyzője lesz az FIA Formula–3 bajnokságban. Sikeresen kezdte az évet, a második spielbergi fordulóban mindkét futamban az első hat között végzett. A további négy egymást követő fordulóban nem ért be a pontszerzők közt. Caldwellnek sikerült megtörnie ezt a sorozatot azzal, hogy a 7. helyen végzett a belgiumi főversenyen. Utolsó pontjait a monzai fordulóban szerezte meg, és végül a 16. helyen végzett a versenyzők ranglistáján.
A 2021-es szezonban korábbi csapatához, a bajnoki címvédő Premához igazolt Dennis Hauger és Arthur Leclerc mellé. Május 8-án győzni tudott a barcelonai második versenyen, miután két körrel a vége előtt a két éllovas, Matteo Nannini és Hauger kiütötte egymást. Következő dobogós helyezéseire egészen a Red Bull Ring-i fordulóig kellett várnia. A Hungaroringen utólag a 2. helyre került, miután a futamgyőztes, Lorenzo Colombo öt másodperces büntetést kapott. Az ezt követő versenyeken technikai probléma és vezetői hiba is hátráltatta. Végül 93 ponttal zárta a szezont, ami a 8. helyre volt elegendő összetettben. Egyik csapattársa, Hauger bajnok lett, míg Leclerc mögötte végzett két hellyel. 

### Formula–2
2021 novemberében kiderült, hogy csatlakozik a Campos Racinghez, és Ralph Boschung csapattársaként fog versenyezni a 2021-es FIA Formula–2 szezon utolsó két fordulójában a német David Beckmann helyett. A szezon végi teszteken is részt vett.

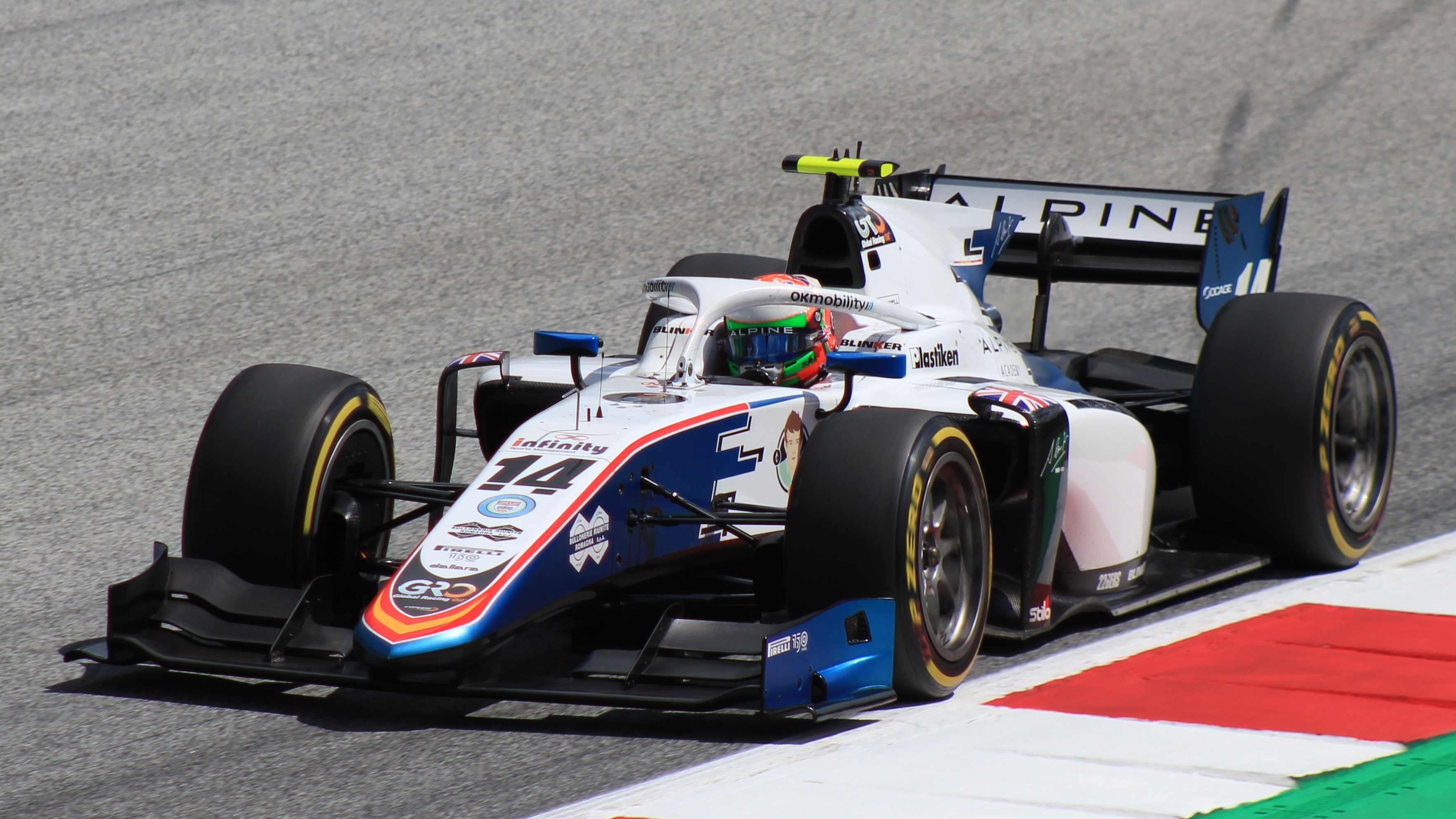
Caldwell a 2022-es osztrák nagydíjon.

2022-ben teljes szezont ment a Campos Racing csapatával, társa ugyanúgy Ralph Boschung lett. A bahreini nyitányon a 17. kvalifikációt követően motorhiba miatt kénytelen volt kiállni a sprintversenyből. A következő napon többször is megbüntették a pályahatárok többszöri átlépésért, valamint nem megfelelő versenyzésért. Emellett további 5 büntetőpontot is jóváírtak neki a felügyelők. A második hétvégén, Dzsiddában egy büntetőpontot és három helyes rajtrácsbüntetést kapott a sprintversenyen, miután úgy ítélték meg, hogy akadályozta Jüri Vipset az egyik edzés során. Ekkor végzett először csapattársa előtt az évadban. Imolában érte el addigi legjobb helyezését, miután a tizenharmadikként intették le. Az ausztriai Red Bull Ringen végül 6. lett a főversenyen, mivel több előtte végző riválisát is hátrasorolták. Ezzel megszerezve első bajnoki pontjait 2022-ben. 
Magyarországon a 13. helyet szerezte meg a kvalifikáció során, ami az eddigi legjobb időmérős teljesítménye volt. A sprintversenyben végül a 10. helyen végzett. A főverseny végéhez közeledve több pályakorlátot is megsértett, amivel megkapta 12. büntetőpontját is, ami után automatikusan eltiltották a belga, Spa-Francorschampsban rendezett versenyektől, ahol  Lirim Zendeli helyettesítette. Az eset után nyilvánosan bocsánatot kért csapatától. Zandvoortban tért újra vissza. A főfutamon 8. lett, miután David Beckmannt hátrasorolták. Caldwell végül 12 ponttal a 21. helyen végzett a tabellán.
2023-ra elhagyta a sorozatot, miután a Camposnál az indiai Kush Maini váltotta.

### Formula–1
2022 februárjában az Alpine bejelentette, hogy Caldwell az akadémiájukhoz csatlakozik Jack Doohan, Victor Martins és Caio Collett mellett.

### Sportautózás
2021 novemberében jelentették be, hogy a szlovák ARC Bratislava csaptával, Miro Konôpka és Nelson Panciatici oldalán fog versenyezni a hosszútávú-világbajnokság (WEC) bahreini 8 órás versenyén. A trió végül tizenegyedik helyen végzett az LMP2-es kategóriában.
A 2023-as szezonra, továbbra is Alpine támogatottként teljes évre a WEC-be igazolt a francia márkavisszatérő LMP2-es csapatához André Negrão és Memo Rojas mellé. Ezen felül különleges szerződést írt alá, melyben garantálták neki, hogy helyet kap a 2024-től induló Hypercar-projektben is. A szezonnyitó Sebringi 1000 mérföldesen kénytelen volt kiállni motorhiba miatt. A Spái 6 óráson ő vezette az autót az időmérőn, amivel egy 8. helyet szerzett, többek között megelőzve a testvérautót, Charles Milesivel a volánnál a nedves aszfaltcsíkon. A 100. Le Mans-i 24 órás hete rosszul indult, mivel az első szabadedzésen elvesztette az irányítást a Ford-sikánnál és sérülésekkel tért vissza a bokszutcába. A versenyen többször büntették őket, valamint több körön keresztül szerelniük is kellett a konstrukciót, de ennek ellenére is a kategória 9. helyén értek célba.

## Eredményei

### Karrier összefoglaló
| Szezon  | Bajnokság                           | Csapat                       | Verseny | Győzelem | Pole | Leggyorsabb kör | Dobogós helyezés | Pont | Helyezés |
| ------- | ----------------------------------- | ---------------------------- | ------- | -------- | ---- | --------------- | ---------------- | ---- | -------- |
| 2016    | Ginetta Junior-bajnokság            | JHR Developments             | 13      | 0        | 0    | 0               | 0                | 105  | 19.      |
| 2017    | ADAC Formula–4-bajnokság            | ADAC Berlin-Brandenburg e.V. | 6       | 0        | 0    | 0               | 0                | 0    | HN†      |
| 2017    | Brit Formula–4-bajnokság            | Arden Motorsport             | 17      | 0        | 0    | 0               | 0                | 39   | 14.      |
| 2017    | Olasz Formula–4-bajnokság           | Mücke Motorsport             | 15      | 0        | 0    | 0               | 0                | 15   | 11.      |
| 2017–18 | Arab Formula–4-bajnokság            | Silberpfeil Energy Dubai     | 8       | 3        | 1    | 1               | 4                | 123  | 7.       |
| 2018    | Olasz Formula–4-bajnokság           | Prema Powerteam              | 21      | 4        | 3    | 2               | 11               | 262  | 3.       |
| 2018    | ADAC Formula–4-bajnokság            | Prema Powerteam              | 21      | 1        | 0    | 0               | 4                | 125  | 7.       |
| 2018    | Gulf 12 órás – GT4                  | Bullit Racing                | 2       | 2        | 0    | 1               | 2                | —    | —        |
| 2019    | Formula Regionális Európa-bajnokság | Prema Powerteam              | 24      | 1        | 1    | 0               | 7                | 213  | 5.       |
| 2019    | Makaói nagydíj                      | Trident                      | 1       | 0        | 0    | 0               | 0                | —    | Kiesett  |
| 2020    | Formula–3                           | Trident                      | 18      | 0        | 0    | 0               | 0                | 18   | 16.      |
| 2020    | Intercontinental GT Challenge       | R-Motorsport                 | 1       | 0        | 0    | 0               | 0                | 0    | HN       |
| 2021    | Formula–3                           | Prema Racing                 | 20      | 1        | 0    | 1               | 4                | 93   | 8.       |
| 2021    | Formula–2                           | Campos Racing                | 6       | 0        | 0    | 0               | 0                | 0    | 26.      |
| 2021    | WEC                                 | ARC Bratislava               | 1       | 0        | 0    | 0               | 0                | 1    | 31.      |
| 2022    | Formula–2                           | Campos Racing                | 26      | 0        | 0    | 0               | 0                | 12   | 21.      |
| 2023    | WEC                                 | Alpine Elf Team              | 0       | 0        | 0    | 0               | 0                | 0    | —        |

† Mivel Caldwell vendégpilótaként szerepelt, ezért nem szerezhetett pontot.

### Teljes FIA Formula–3-as eredménysorozata
(Táblázat értelmezése)

(Félkövér: pole-pozícióból indult; dőlt: leggyorsabb kört futott) 

| Év   | Csapat       | 1           | 2           | 3           | 4          | 5          | 6          | 7          | 8          | 9          | 10         | 11         | 12         | 13         | 14         | 15         | 16         | 17         | 18         | 19         | 20        | 21         | Helyezés | Pont |
| ---- | ------------ | ----------- | ----------- | ----------- | ---------- | ---------- | ---------- | ---------- | ---------- | ---------- | ---------- | ---------- | ---------- | ---------- | ---------- | ---------- | ---------- | ---------- | ---------- | ---------- | --------- | ---------- | -------- | ---- |
| 2020 | Trident      | AUT1 FEA 20 | AUT1 SPR 19 | AUT2 FEA 5‡ | AUT2 SPR 6 | HUN FEA 21 | HUN SPR 18 | GBR FEA Ki | GBR SPR 26 | GBR FEA 21 | GBR SPR 22 | ESP FEA 20 | ESP SPR Ki | BEL FEA 7  | BEL SPR 11 | ITA FEA Ki | ITA SPR 9  | MUG FEA 17 | MUG SPR 16 |            |           |            | 16.      | 18   |
| 2021 | Prema Racing | ESP SP1 6   | ESP SP2 1   | ESP FEA 4   | FRA SP1 10 | FRA SP2 4  | FRA FEA Ki | AUT SP1 2  | AUT SP2 9  | AUT FEA 3  | HUN SP1 2  | HUN SP2 29 | HUN FEA 8  | BEL SP1 16 | BEL SP2 15 | BEL FEA 11 | NED SP1 10 | NED SP2 6  | NED FEA 14 | RUS SP1 17 | RUS SP2 T | RUS FEA 10 | 8.       | 93   |

† A versenyt nem fejezte be, de helyezését értékelték, mert a versenytáv több, mint 90%-át teljesítette.
‡ A versenyt félbeszakították, és mivel nem teljesítették a táv 75%-át, így csak a pontok felét kapta meg.

### Teljes FIA Formula–2-es eredménysorozata
(Táblázat értelmezése)

(Félkövér: pole-pozícióból indult; dőlt: leggyorsabb kört futott) 

| Év   | Csapat        | 1           | 2          | 3          | 4          | 5          | 6          | 7          | 8          | 9          | 10         | 11         | 12         | 13         | 14         | 15         | 16        | 17         | 18         | 19         | 20          | 21         | 22         | 23         | 24         | 25         | 26         | 27         | 28          | Helyezés | Pont |
| ---- | ------------- | ----------- | ---------- | ---------- | ---------- | ---------- | ---------- | ---------- | ---------- | ---------- | ---------- | ---------- | ---------- | ---------- | ---------- | ---------- | --------- | ---------- | ---------- | ---------- | ----------- | ---------- | ---------- | ---------- | ---------- | ---------- | ---------- | ---------- | ----------- | -------- | ---- |
| 2021 | Campos Racing | BHR SP1     | BHR SP2    | BHR FEA    | MON SP1    | MON SP2    | MON FEA    | AZE SP1    | AZE SP2    | AZE FEA    | GBR SP1    | GBR SP2    | GBR FEA    | ITA SP1    | ITA SP2    | ITA FEA    | RUS SP1   | RUS SP2    | RUS FEA    | KSA SP1 18 | KSA SP2 12  | KSA FEA 16 | UAE SP1 20 | UAE SP2 15 | UAE FEA 18 |            |            |            |             | 26.      | 0    |
| 2022 | Campos Racing | BHR SPR 19† | BHR FEA 17 | KSA SPR 14 | KSA FEA 16 | IMO SPR 17 | IMO FEA 13 | ESP SPR 13 | ESP FEA 14 | MON SPR 16 | MON FEA 15 | AZE SPR 19 | AZE FEA Ki | GBR SPR 18 | GBR FEA 17 | AUT SPR 17 | AUT FEA 6 | FRA SPR 18 | FRA FEA 13 | HUN SPR 10 | HUN FEA 20† | BEL SPR EX | BEL FEA EX | NED SPR Ki | NED FEA 8  | ITA SPR Ki | ITA FEA Ki | UAE SPR 17 | UAE FEA 20† | 21.      | 12   |

† A versenyt nem fejezte be, de helyezését értékelték, mert a versenytáv több, mint 90%-át teljesítette.

### Le Mans-i 24 órás autóverseny
| Év   | Csapat          | Csapattárs              | Autó            | Kategória | Kör | Összetett Helyezés | Kategória Helyezés |
| ---- | --------------- | ----------------------- | --------------- | --------- | --- | ------------------ | ------------------ |
| 2023 | Alpine Elf Team | André Negrão Memo Rojas | Oreca 07-Gibson | LMP2      | 323 | 19.                | 9.                 |